# Hlín Eiríksdóttir
Hlín Eiríksdóttir, född den 12 juli 2000, är en isländsk fotbollsspelare.

## Biografi
Hlín Eiríksdóttir inledde sin seniorkarriär i Valur år 2015. 2021 värvades hon av Piteå IF innan hon 2023 flyttade till Kristianstad. 2025 kontrakterades hon av Leicester City. Hon har även representerat det isländska damlandslaget där hon debuterade 2018.